# Callosciurus albescens
Callosciurus albescens är en däggdjursart som först beskrevs av Bonhote 1901.  Callosciurus albescens ingår i släktet praktekorrar, och familjen ekorrar. IUCN kategoriserar arten globalt som otillräckligt studerad.
Inga underarter finns listade i Catalogue of Life. Callosciurus albescens listas ibland som underart till bananekorre.
Denna praktekorre lever endemisk på norra Sumatra. Habitatet utgörs av skogar och buskskogar.